# Veritas-Stadion
Das Veritas-Stadion ist ein Fußballstadion in der finnischen Stadt Turku, im Bezirk Kupittaa. Es wird hauptsächlich als Spielstätte des Fußballclubs Inter Turku, welcher in der Veikkausliiga, der höchsten finnischen Fußballliga, spielt.
Das Stadion hat derzeit eine Kapazität von 9372 Plätzen, davon 8072 Sitzplätze. Zurzeit hat das Stadion zwei Tribünen, die sich an den Längsseiten des Spielfeldes befinden.
Die alte Tribüne (Olympiakatsomo) wurde 1952 für die Olympischen Spiele in Helsinki gebaut. Nach dem Umbau 2003, bei dem auf der Gegenseite eine neue, moderne Tribüne entstand, änderte man den Namen von Kupittaan jalkapallostadion (dt. Fußballstadion Kupittaa) in Veritas-Stadion.
Der Stadionrekord im alten Kupittaan jalkapallostadion aus dem Jahr 1987 betrug 15.000 Zuschauer beim UEFA-Cup-Spiel zwischen Turku PS und Inter Mailand. Der Zuschauerrekord im neuen Stadion beträgt 9089 Zuschauer, welcher beim Derby zwischen Turku PS und Inter Turku im Jahr 2009 zustande kam.
Das Veritas-Stadion war einer der fünf Spielorte der Fußball-Europameisterschaft der Frauen 2009. Hierfür wurden die beiden Tribünen hinter den Toren um mehr als 1600 Sitzplätze ausgebaut um den Anforderungen der UEFA gerecht zu werden. Im Stadion, das während der EM Turku-Stadion hieß, wurden vier Vorrunden- und ein Viertelfinalspiel ausgetragen.